# 사이먼 해리스
사이먼 해리스(영어: Simon Harris, 1986년 10월 17일 ~ )는 아일랜드 피너 게일 정치인으로 2024년부터 아일랜드의 총리 및 피너 게일의 리더로 재직했다. 2011년부터 위클로(Wicklow) 선거구의 TD로 그는 2014년부터 2016년까지 국무 장관을, 2016년부터 장관을 역임했다.
그레이스톤스에서 태어난 해리스는 2009년 지방 선거에서 위클로 카운티 의회에 선출되었다. 2011년 총선에서 달 에런(Dáil Éireann) 의원에 당선되었고, 2014년 재무부 국무장관으로 임명되었다. 2016년 피너 게일 소수 정부가 구성된 후, 보건부 장관으로 임명되었다. 2020년 연립 정부가 구성되면서 고등교육, 연구, 혁신 및 과학부 장관으로 임명되었다. 2022년 12월부터 2023년 6월까지 내각 동료 헬렌 매켄티의 출산 휴가 기간 동안 법무부 장관을 역임하기도 했다.
리오 버라드커가 2024년 3월 사임한 후 해리스는 2024년 피너 게일 지도부 선거에서 유일한 후보였다. 2024년 4월 9일 37세의 나이로 아일랜드의 총리에 임명된 그는 주 역사상 최연소 공직 보유자가 되었다. 소셜 미디어에 대한 적성으로 인해 그는 "TikTok Taoiseach"라고 불렸다.